# Veronica chionohebe
Veronica chionohebe är en grobladsväxtart som beskrevs av Garn.-jones. Veronica chionohebe ingår i släktet veronikor, och familjen grobladsväxter. Inga underarter finns listade i Catalogue of Life.